# Alice Boughton

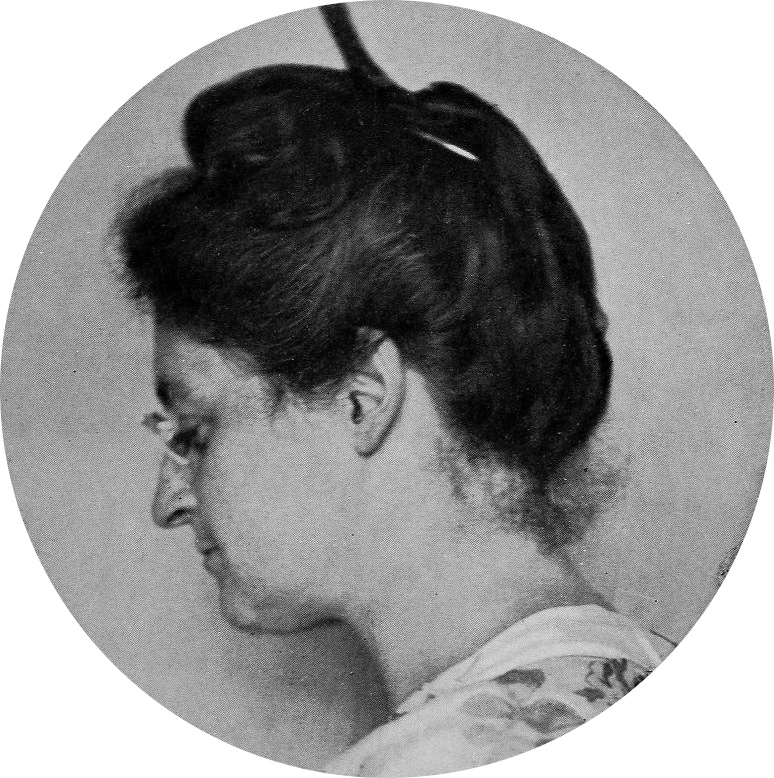
Alice Boughton

Alice Boughton (Brooklyn (New York), 14 mei 1866 of 1867 – 21 juni 1943) was een Amerikaans fotografe.

## Leven en werk
Boughton was de dochter van een advocaat en studeerde aan de private kunstacademie Pratt Institute. Daar kwam ze in contact met de fotografie en leerde onder andere Gertrude Käsebier kennen, wier assistent ze even werd. In 1890 opende ze haar eigen portretstudio aan East 23rd Street in New York. In 1901 studeerde ze kunst te Rome en fotografie in Parijs, alwaar ze opnieuw met Käsebier samenwerkte in haar zomerstudio. Vanaf die tijd had ze veel succes op exposities, onder andere in Art Gallery 291 van Alfred Stieglitz. Stieglitz maakte haar in 1906 ook lid van de artistieke fotografievereniging Photo-Secession. In 1909 werden een aantal van haar foto’s gepubliceerd in het baanbrekende kunstfototijdschrift Camera Work. Ondertussen ging ze door met exposeren, over de hele wereld, onder andere in Londen, Parijs, Wenen en Den Haag.
Behalve als picturalistisch kunstfotografe maakte Boughton ook internationaal naam als portretfotografe. Ze portretteerde tal van vooraanstaande kunstenaars en acteurs, waaronder Eugene O'Neill, John Butler Yeats, William Butler Yeats, Henry James, Walter de la Mare, G. K. Chesterton, Maxim Gorky, John Burroughs, Ruth St. Denis, Eleonora Duse, Yvette Guilbert, Albert Pinkham Ryder, George Arliss en Robert Louis Stevenson. Haar portret van de laatste inspireerde John Singer Sargent tot zijn bekende schilderij van de beroemde schrijver van Schateiland.
Vanaf de jaren twintig werkte Boughton nauw samen met kunstdocente Ida Haskell (1861-1932), die ze als leerling al had leren kennen tijdens haar Pratt-tijd. In 1926 maakte ze met haar een uitgebreide reis door Europa. In 1931 sloot ze haar fotostudio en ging ze samen met Haskell op Long Island wonen. Boughton overleed in 1943 aan longontsteking.
Een deel van Boughtons werk bevindt zich in het Metropolitan Museum of Art, de National Portrait Gallery te Londen en in het George Eastman House.

## Galerij

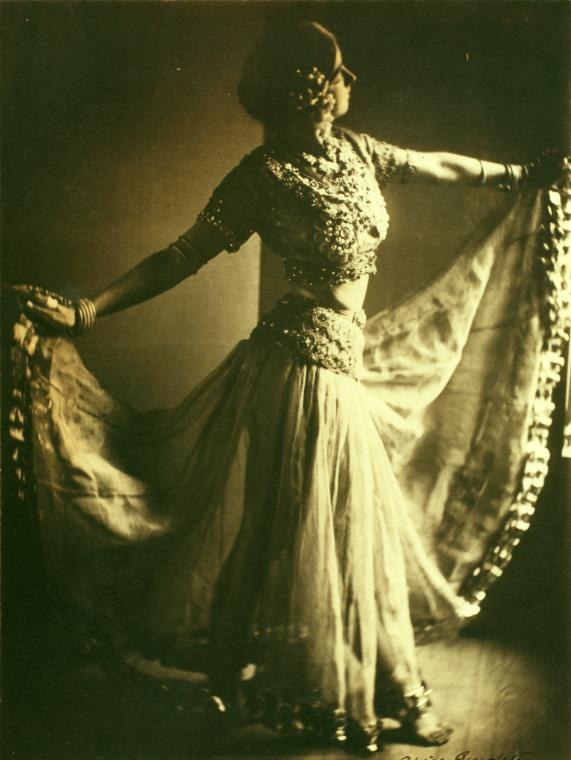
Ruth St. Denise
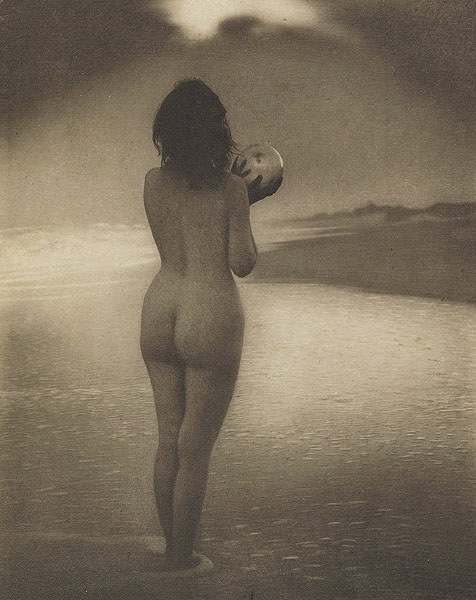
Dawn, Camera Work 1909
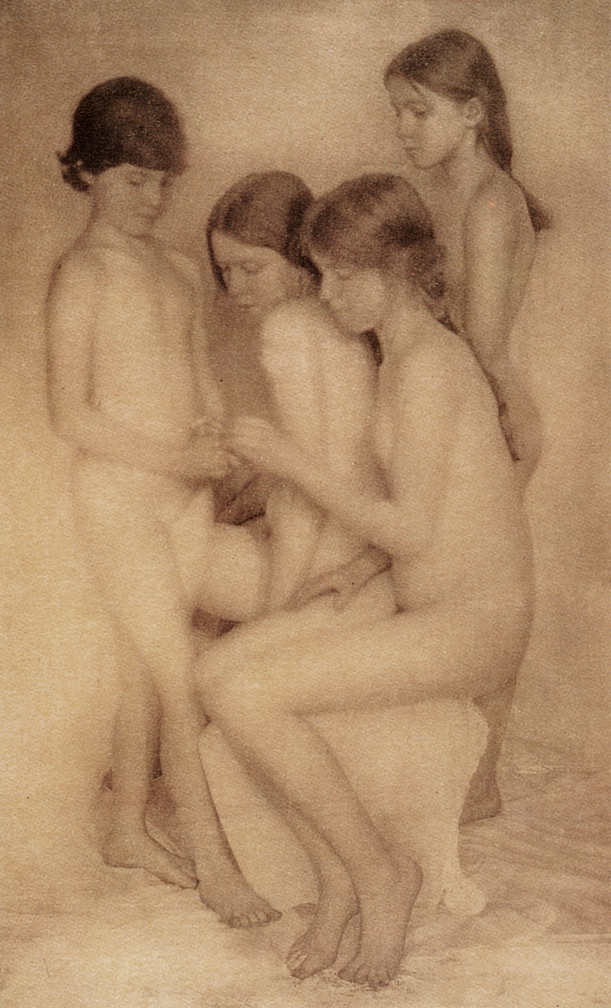
Nude, Camera Work 1909
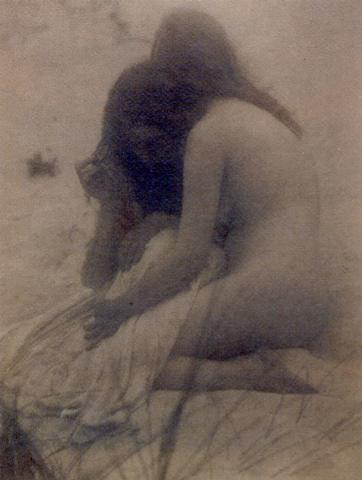
Comforted, 1906
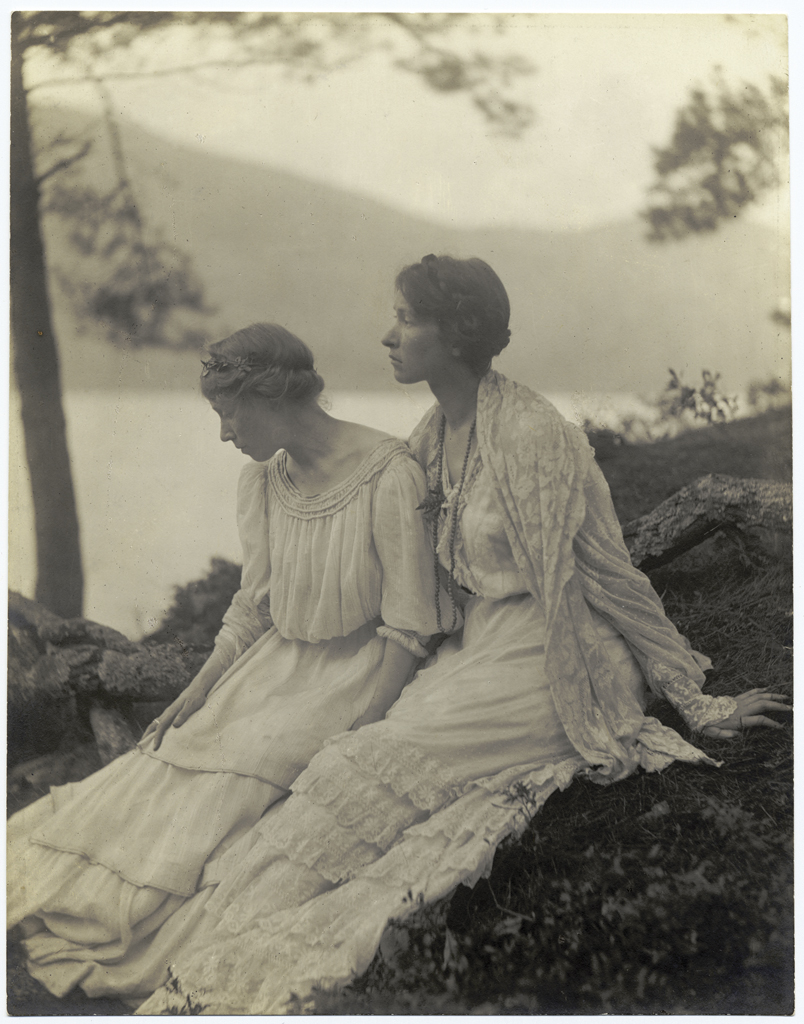
Two women under a tree, 1906
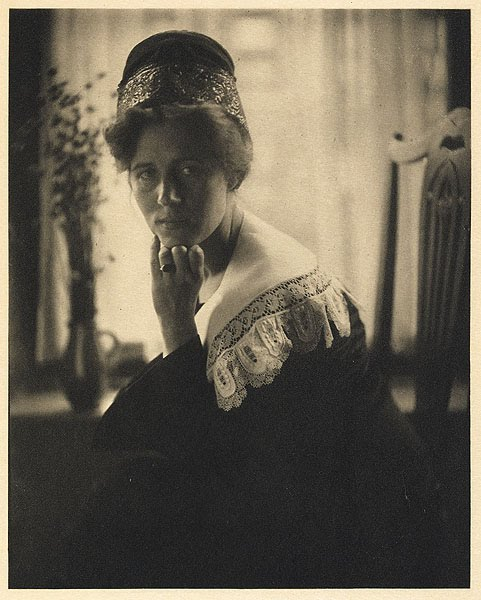
Deens meisje, 1909
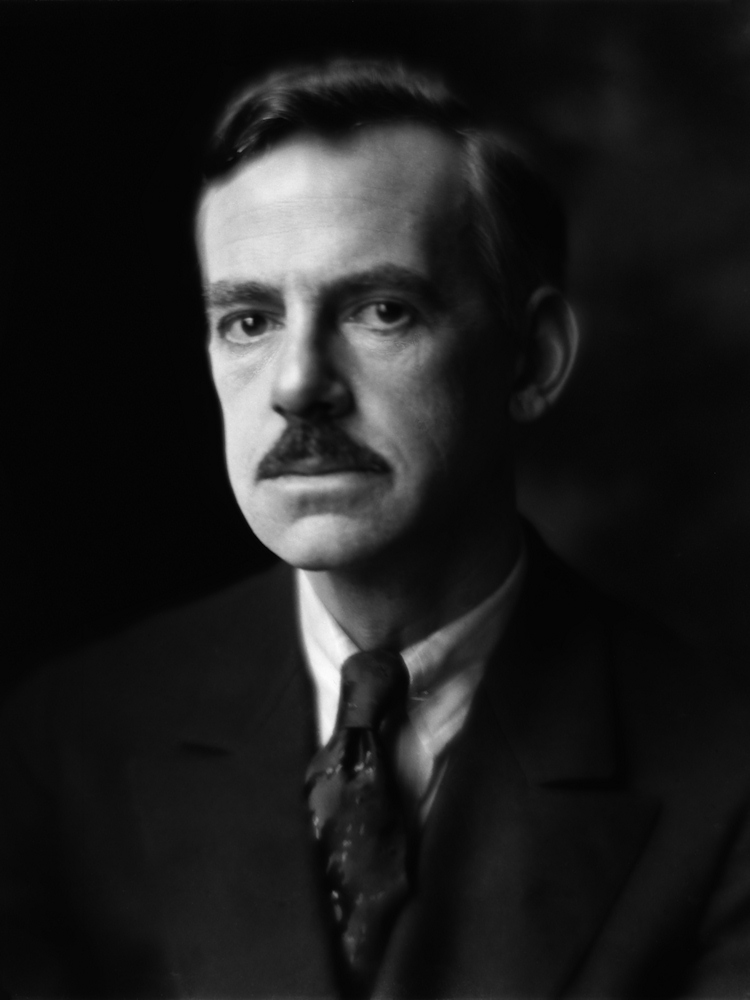
Eugene O'Neill
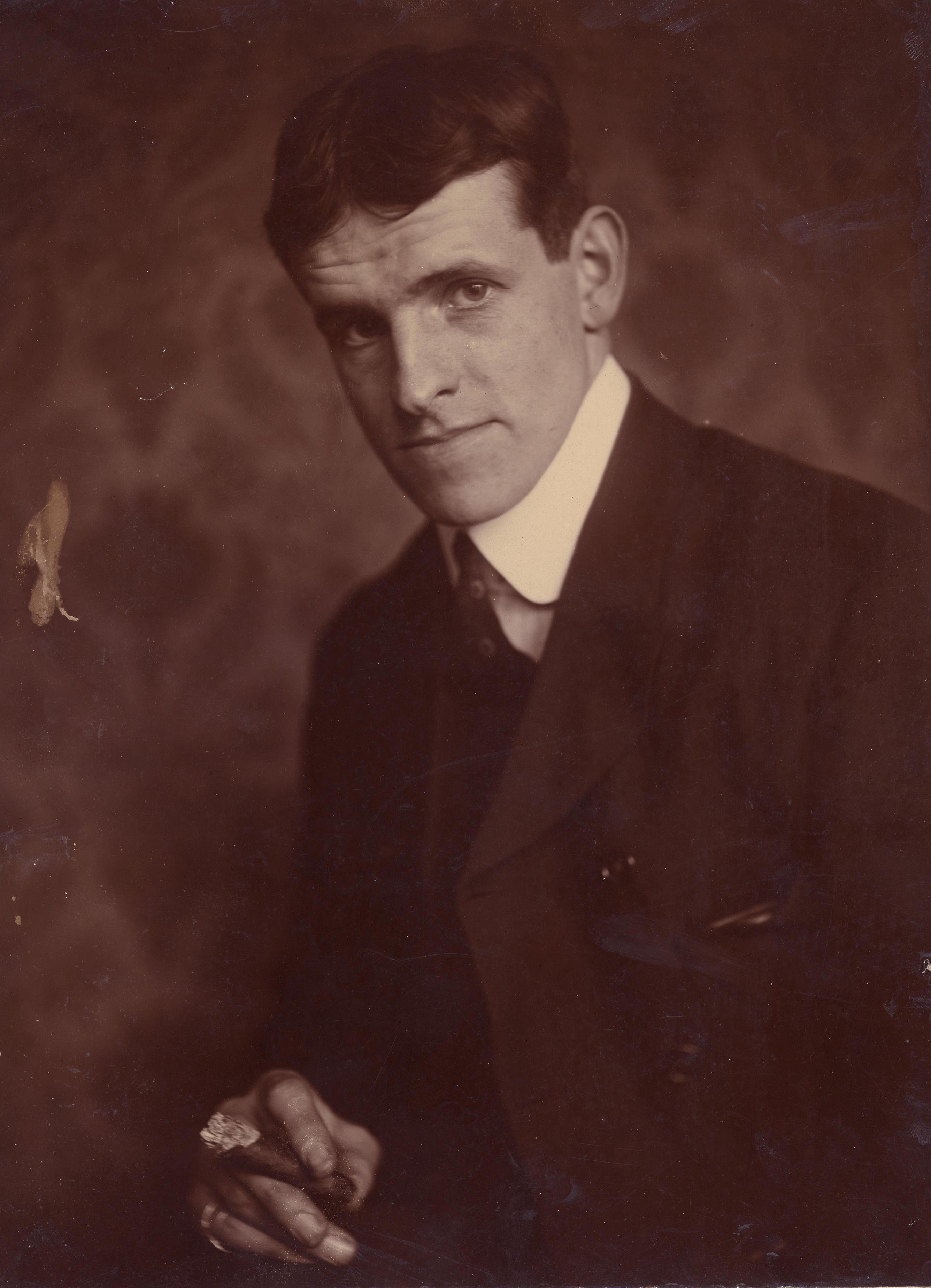
Jack Butler Yeats
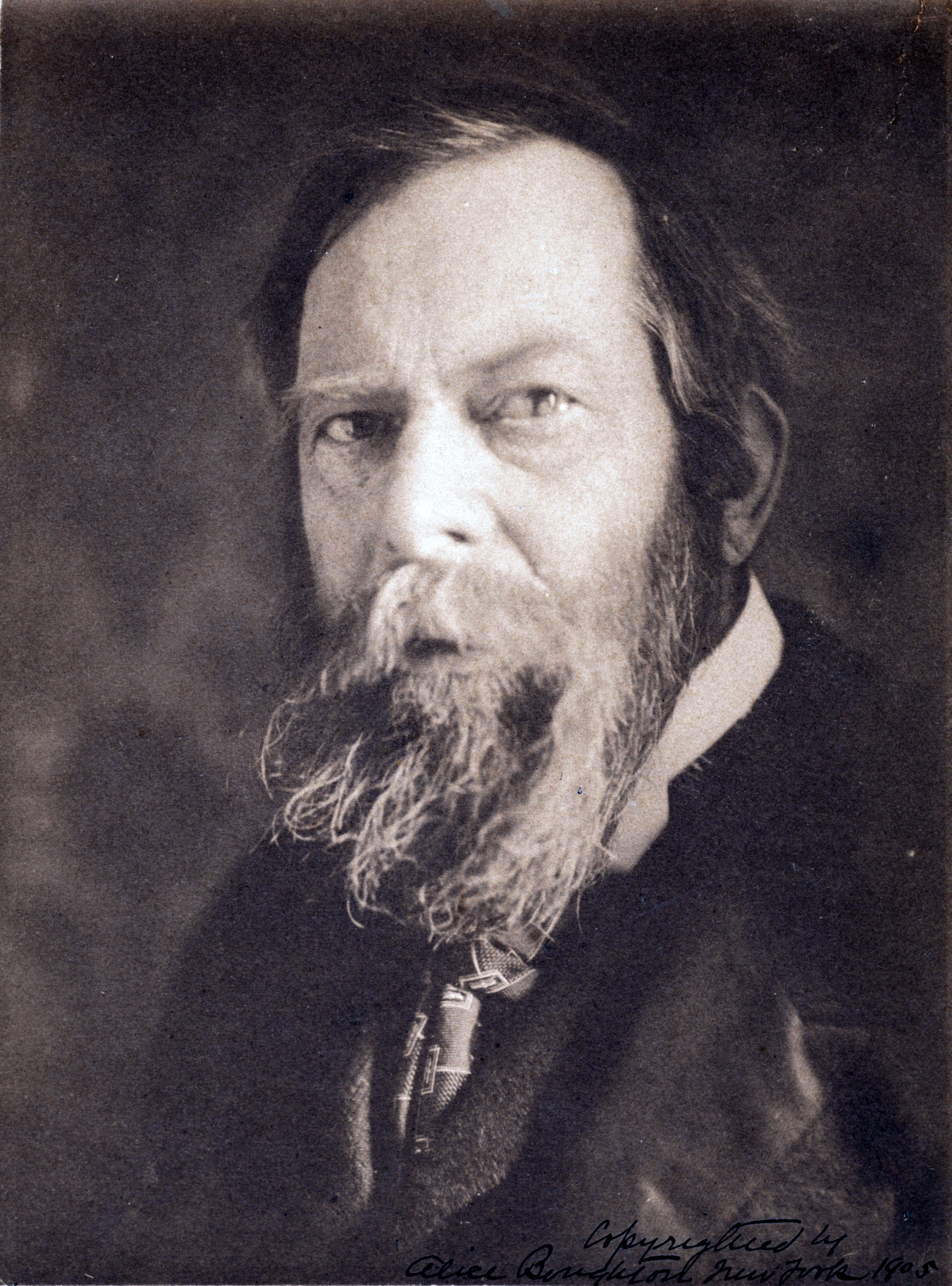
Albert Pinkham Ryder
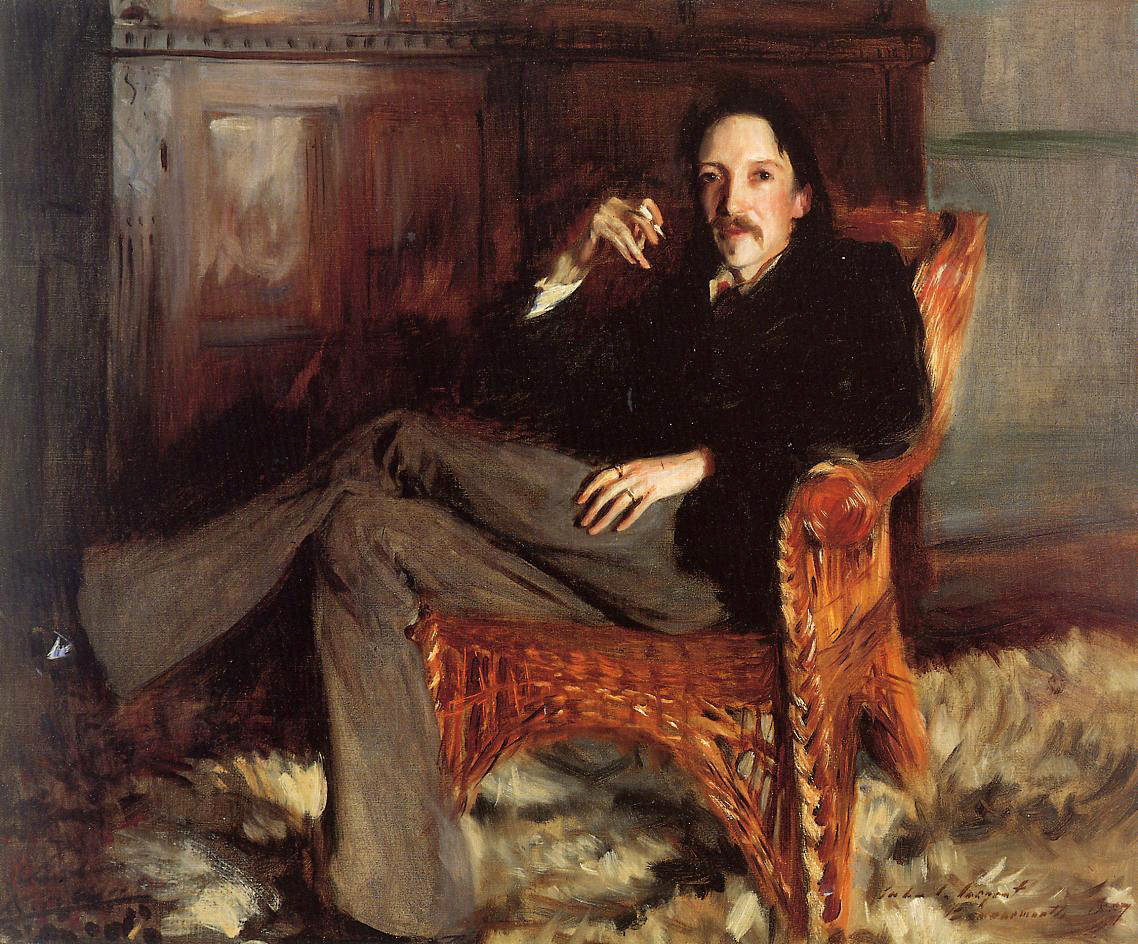
Sargents portret van Stevenson, naar een foto van Boughton